# Sommer-Paralympics 2016/Teilnehmer (Ruanda)
| stlisierte Goldmedaille | stlisierte Silbermedaille | stlisierte Bronzemedaille |
| ----------------------- | ------------------------- | ------------------------- |
| —                       | —                         | —                         |

Ruanda entsandte zu den Paralympischen Sommerspielen 2016 in Rio de Janeiro 13 Athleten, darunter erstmals eine Mannschaft von 12 Sitzvolleyballspielerinnen.

## Teilnehmer nach Sportart

### Leichtathletik
Männer:
- Hermas Muvunyi[1]

### Sitzvolleyball
Frauen:
- Liliane Mukobwankawe (Mannschaftskapitänin)[4]
- Claudine Bazubagira
- Yvonne Imanishimwe
- Carine Kwizera
- Claudine Murebwayire
- Alice Musabyemariya
- Zaninka Nikuze
- Beatha Nyinawabantu
- Sandrine Nyirambarushimana
- Solange Nyiraneza
- Agnes Nyiranshimiyimana
- Clementine Umutoni